# Торпедо (Усть-Каменогорськ) у сезоні 1991—1992
Сезон 1990/1991 став четвертим для хокейного клубу «Торпедо» (Усть-Каменогорськ) у вищій лізі. На вимогу команд з Білорусії, Латвії і України він змінив назву на чемпіонат СНД (Співдружності Нелалежних Держав).

## Перший етап
Підсумкова таблиця після першого етапу
| М  | Команда                       | І  | В  | Н | П  | Ш       | О  |
| -- | ----------------------------- | -- | -- | - | -- | ------- | -- |
| 1  | «Динамо» Москва               | 30 | 25 | 3 | 2  | 124-58  | 53 |
| 2  | ЦСКА                          | 30 | 21 | 2 | 7  | 123-74  | 44 |
| 3  | «Крила Рад» (Москва)          | 30 | 18 | 2 | 10 | 113-86  | 38 |
| 4  | «Хімік» (Воскресенськ)        | 30 | 17 | 2 | 11 | 97-83   | 36 |
| 5  | «Торпедо» (Усть-Каменогорськ) | 30 | 16 | 3 | 11 | 114-109 | 35 |
| 6  | «Трактор» (Челябінськ)        | 30 | 15 | 3 | 12 | 98-83   | 33 |
| 7  | «Спартак» Москва              | 30 | 15 | 3 | 12 | 117-102 | 33 |
| 8  | «Торпедо» (Нижній Новгород)   | 30 | 13 | 6 | 11 | 83-76   | 32 |
| 9  | «Лада» Тольятті               | 30 | 14 | 2 | 14 | 83-96   | 30 |
| 10 | «Автомобіліст» (Єкатеринбург) | 30 | 13 | 2 | 15 | 89-103  | 28 |
| 11 | «Торпедо» (Ярославль)         | 30 | 11 | 4 | 15 | 92-107  | 26 |
| 12 | Авангард Омськ                | 30 | 9  | 5 | 16 | 80-106  | 23 |
| 13 | «Ітіль» (Казань)              | 30 | 9  | 4 | 17 | 71-92   | 22 |
| 14 | «Рига»                        | 30 | 10 | 0 | 20 | 94-127  | 20 |
| 15 | «Сокіл» Київ                  | 30 | 7  | 1 | 22 | 101-139 | 15 |
| 16 | «Динамо» (Мінськ)             | 30 | 5  | 2 | 23 | 84-102  | 12 |

## Другий етап
Вісім найкращих клубів брали участь на другому етапі у двох групах.
Група А
| М | Команда                      | І | В | Н | П | Ш     | О  |
| - | ---------------------------- | - | - | - | - | ----- | -- |
| 1 | «Динамо» Москва              | 6 | 4 | 2 | 0 | 30-14 | 10 |
| 2 | «Хімік» (Воскресенськ)       | 6 | 3 | 1 | 2 | 21-18 | 7  |
| 3 | «Торпедо» (Нижній Новгород)  | 6 | 2 | 2 | 2 | 22-23 | 6  |
| 4 | «Торпедо» Усть-Каменногорськ | 6 | 0 | 1 | 5 | 12-30 | 1  |

Група В
| М | Команда                | І | В | Н | П | Ш     | О  |
| - | ---------------------- | - | - | - | - | ----- | -- |
| 1 | ЦСКА Москва            | 6 | 6 | 0 | 0 | 29-8  | 12 |
| 2 | «Спартак» Москва       | 6 | 2 | 2 | 2 | 17-16 | 6  |
| 3 | «Трактор» (Челябінськ) | 6 | 1 | 3 | 2 | 13-24 | 5  |
| 4 | «Крила Рад» (Москва)   | 6 | 0 | 1 | 5 | 9-20  | 1  |

## Третій етап
Остаточний розподіл місць відбувся після серії плей-оф. Команда з Усть-Каменогорсь змагалася у турнірі за 5-8 місця:
- Перша пара: «Торпедо» (Нижній Новгород) — «Крила Рад» (Москва) 4:2, 0:3, 2:1, 3:1
- Друга пара: «Трактор» (Челябінськ) — «Торпедо» Усть-Каменногорськ 3:2, 2:1, 7:1
- За 5-е місце: «Трактор» (Челябінськ) — «Торпедо» (Нижній Новгород) 4:2, 4:3, 3:4, 2:5, 5:1
- За 7-е місце: «Крила Рад» (Москва) — «Торпедо» Усть-Каменногорськ 3:2, 3:4, 3:2

## Статистика
| Гравець                                                     | Вища ліга | Вища ліга | Вища ліга | Вища ліга | Вища ліга | Перехідний турнір | Перехідний турнір | Перехідний турнір | Перехідний турнір | Перехідний турнір |
| Гравець                                                     | І         | Г         | П         | О         | ШХ        | І                 | Г                 | П                 | О                 | ШХ                |
| Воротарі                                                    | Воротарі  | Воротарі  | Воротарі  | Воротарі  | Воротарі  | Воротарі          | Воротарі          | Воротарі          | Воротарі          | Воротарі          |
| ----------------------------------------------------------- | --------- | --------- | --------- | --------- | --------- | ----------------- | ----------------- | ----------------- | ----------------- | ----------------- |
| Бородулін Володимир Ілліч                                   | 24        |           |           |           |           | 1                 |                   |                   |                   |                   |
| Шимін Олександр Миколайович                                 | 22        |           |           |           |           | 4                 |                   |                   |                   |                   |
| Набоков Євген Вікторович                                    | 1         |           |           |           |           |                   |                   |                   |                   |                   |
| Єремеєв Віталій Михайлович                                  | 0         |           |           |           |           | 1                 |                   |                   |                   |                   |
| Захисники                                                   |           |           |           |           |           |                   |                   |                   |                   |                   |
| Земляной Ігор Степанович                                    | 33        | 3         | 6         | 9         | 34        | 6                 | 0                 | 0                 | 0                 | 2                 |
| Соколов Андрій Павлович                                     | 29        | 4         | 3         | 7         | 24        | 2                 | 0                 | 0                 | 0                 | 0                 |
| Антипін Володимир Юрійович                                  | 36        | 3         | 3         | 6         | 24        | 6                 | 0                 | 0                 | 0                 | 2                 |
| Медведєв Ігор Євгенович                                     | 34        | 3         | 1         | 4         | 40        | 6                 | 2                 | 1                 | 3                 | 10                |
| Федорченко Віктор Ілліч                                     | 31        | 0         | 4         | 4         | 15        | 6                 | 0                 | 1                 | 1                 | 5                 |
| Насиров Андрій                                              | 24        | 1         | 2         | 3         | 8         |                   |                   |                   |                   |                   |
| Трощинський Олексій Борисович                               | 30        | 1         | 2         | 3         | 22        | 6                 | 1                 | 0                 | 1                 | 10                |
| Лаврентьєв Сергій                                           | 1         | 0         | 0         | 0         | 0         |                   |                   |                   |                   |                   |
| Єремеєв Павло Анатолійович                                  | 2         | 0         | 0         | 0         | 0         |                   |                   |                   |                   |                   |
| Савенков Андрій Володимирович                               | 4         | 0         | 0         | 0         | 0         | 1                 | 0                 | 0                 | 0                 | 0                 |
| Бистрянцев Віктор Миколайович                               | 5         | 0         | 0         | 0         | 4         | 6                 | 0                 | 0                 | 0                 | 0                 |
| Коваленко Олег Євгенович                                    | 7         | 0         | 0         | 0         | 2         | 3                 | 0                 | 0                 | 0                 | 0                 |
| Нікітін Ігор Валерійович                                    | 36        | 0         | 0         | 0         | 12        | 6                 | 0                 | 0                 | 0                 | 0                 |
| Нападники                                                   |           |           |           |           |           |                   |                   |                   |                   |                   |
| Райський Андрій Олександрович                               | 34        | 15        | 13        | 28        | 50        | 6                 | 1                 | 1                 | 2                 | 8                 |
| Корешков Олександр Геннадійович                             | 36        | 9         | 13        | 22        | 6         | 6                 | 2                 | 0                 | 2                 | 5                 |
| Соловйов Андрій Михайлович                                  | 35        | 9         | 9         | 18        | 8         | 6                 | 0                 | 0                 | 0                 | 0                 |
| Каменцев Павло Геннадійович                                 | 36        | 7         | 11        | 18        | 18        | 6                 | 0                 | 1                 | 1                 | 0                 |
| Дорохін Ігор Львович                                        | 32        | 5         | 12        | 17        | 20        | 6                 | 1                 | 2                 | 3                 | 8                 |
| Шафранов Костянтин Віталійович                              | 30        | 10        | 6         | 16        | 38        | 6                 | 0                 | 0                 | 0                 | 2                 |
| Бородулін Михайло Ілліч                                     | 31        | 11        | 4         | 15        | 36        | 3                 | 0                 | 0                 | 0                 | 2                 |
| Сагимбаєв Єрлан Єрлесович                                   | 34        | 10        | 2         | 12        | 14        | 6                 | 2                 | 0                 | 2                 | 0                 |
| Беляєвський Ігор Костянтинович                              | 36        | 9         | 3         | 12        | 18        | 6                 | 2                 | 0                 | 2                 | 0                 |
| Кряжев Олег Володимирович                                   | 34        | 8         | 3         | 11        | 12        | 6                 | 0                 | 3                 | 3                 | 0                 |
| Стодаренко Костянтин Григорович                             | 30        | 4         | 4         | 8         | 10        | 6                 | 1                 | 0                 | 1                 | 2                 |
| Каратаєв Юрій Іванович                                      | 23        | 1         | 3         | 4         | 2         | 2                 | 0                 | 0                 | 0                 | 2                 |
| Комісаров Максим Андрійович                                 | 6         | 1         | 0         | 1         | 0         | 6                 | 0                 | 2                 | 2                 | 0                 |
| Бєлкін Сергій Володимирович                                 | 11        | 1         | 0         | 1         | 2         | 1                 | 0                 | 0                 | 0                 | 0                 |
| Пчеляков Андрій Володимирович                               | 6         | 0         | 1         | 1         | 0         | 5                 | 0                 | 1                 | 1                 | 2                 |
| Циба Андрій Володимирович                                   | 1         | 0         | 0         | 0         | 0         |                   |                   |                   |                   |                   |
| Кропінов Владислав Анатолійович                             | 1         | 0         | 0         | 0         | 0         |                   |                   |                   |                   |                   |
| Антипов Сергій Анатолійович                                 | 2         | 0         | 0         | 0         | 0         | 1                 | 0                 | 0                 | 0                 | 0                 |
| Старший тренер: Гольц Володимир Миколайович                 |           |           |           |           |           |                   |                   |                   |                   |                   |
| Тренери: Кириченко Валерій Павлович, Домрачов Олег Павлович |           |           |           |           |           |                   |                   |                   |                   |                   |

## Молодіжна команда
у чемпіонаті СНД (1973/1974 р.н.) команда з Усть-Каменогорська виступала під керівництвом тренера Сергія Герсонського.

## Юніорська команда
Команда 1975 р.н. грала у фінальній частині чемпіонату СНД, що проходив у Новополоцьку з 15 по 23 березня 1992 року. У групі «А» поступилися мінській «Юності» (1-4), московським «Крилам Рад» (5-6) і челябінському «Трактору» (6-7). У матчі за сьоме місце сильнішим виявилася четверта команда групи «Б» - київський «Сокіл». Тренерував усть-каменогорців Микола Мишагін.

## Юнацька команда
З 21 по 30 березня в Усть-Каменогорську пройшла фінальна частина першості серед хокеїстів 1977 р.н. Найсильнішими виявилися господарі тірніру.
Група 1
1. «Торпедо» (Усть-Каменогорськ)
2. «Металург» (Липецьк)
3. «Динамо» (Харків)
4. «Лада» (Тольятті)

Група 2
1. «Спартаківець» (Єкатеринбург)
2. «Динамо» (Москва)
3. «Іжорець» (Санкт-Петербург)
4. «Сибір» (Новосибірськ)

Фінал за 1-6 місця
1. «Торпедо» (Усть-Каменогорськ)
2. «Спартаківець» (Єкатеринбург)
3. «Динамо» (Москва)
4. «Металург» (Липецьк)
5. «Іжорець» (Санкт-Петербург)
6. «Динамо» (Харків)

Кращі гравці: воротар Віталій Холодяєв («Металург»), захисник Вадим Гусєв («Динамо»), нападник Петро Дев'яткін. Кращий бомбардир: Петро Дев'яткін - 16 (11+5). Андрій Трощинський отримав приз «Наймолодшому гравцеві турніру».
Склад «Торпедо»: Сергій Огурешніков, Олексій Кузнецов: Максим Полковников, Євген Козлов, Дмитро Невзоров, Ігор Каменський, Олексій Бурнашов, Максим Кузнецов, Олександр Ботищев, Петро Дев'яткін, Сергій Панов, Сергій Пирогов, Салім Прманов, Богдан Руденко, Роман Фадін, Юрій Харитонов, Ю. Леонов, Андрій Трощинський.
Тренер Володимир Беляєв.